# Justiční areál Brno
Justiční areál Brno (JAB) je seskupení dvou budov jižně od centra Brna u řeky Svratky, mezi ulicemi Heršpická a Renneská (katastrální území Štýřice, Polní ulice č. o. 39 a 41), v němž sídlí všechny základní brněnské justiční instituce. Větší prosklená slouží soudům, v menší se žulovým obložením se nachází státní zastupitelství. Někdy je také označován jako justiční palác, ačkoli klasický brněnský justiční palác se nachází na Rooseveltově ulici a je v něm umístěn Krajský soud v Brně.

## Stavba

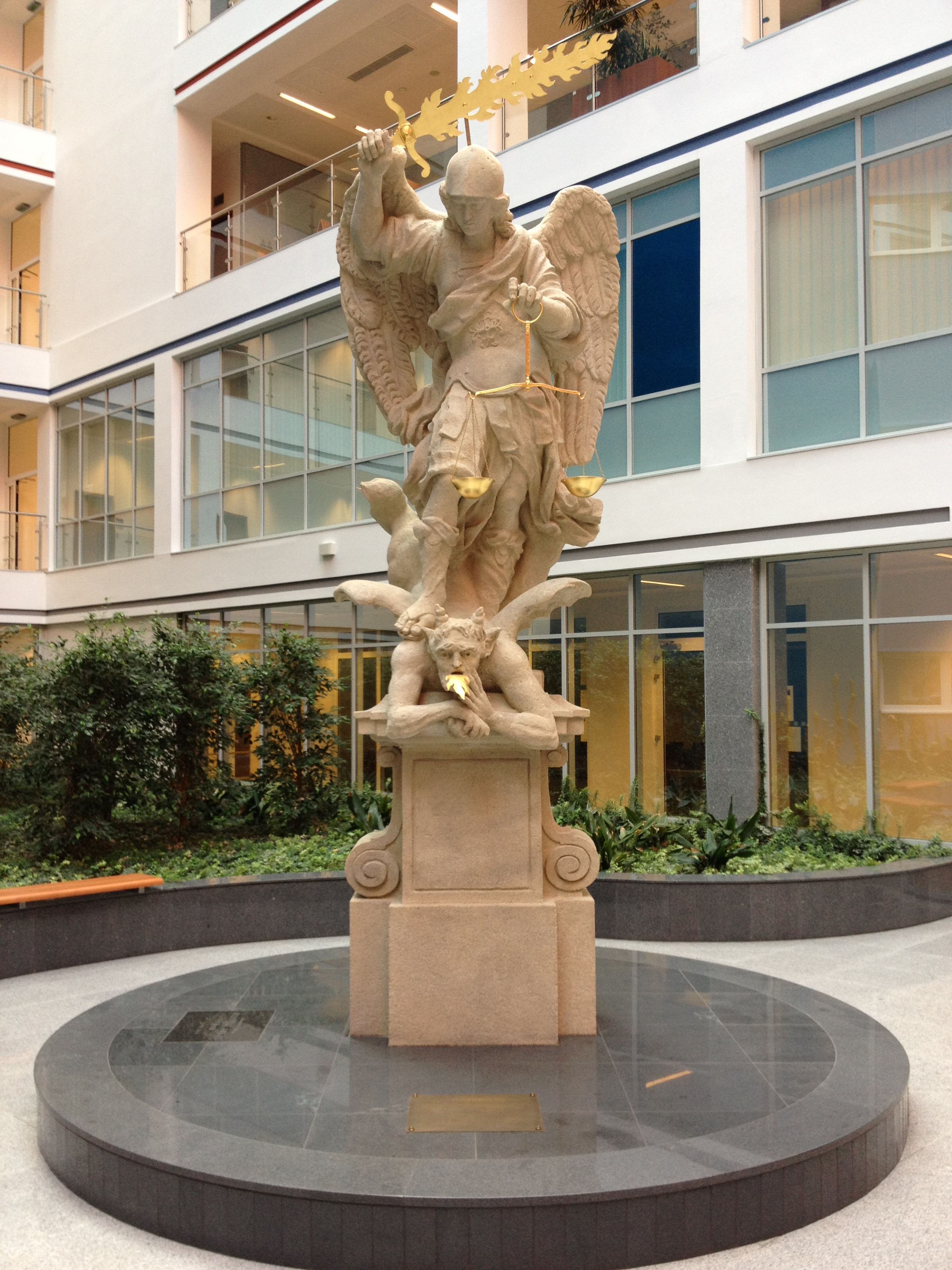
Socha archanděla Michaela v atriu soudní budovy

Stavba justičního areálu začala oficiálně dne 20. června 2006 slavnostním poklepáním základního kamene, reálně stavět se však začalo až v roce 2007. Celá stavba pak byla dokončena v roce 2009. Investorem byl Krajský soud v Brně, projektantem zlínská společnost CENTROPROJEKT a.s., generálním dodavatelem IMOS Brno, a.s., a stavbu realizovala brněnská společnost BRESTT, s.r.o. Na stavbě se podílel především architekt Milan Kužela, který již realizoval objekt soudu ve Zlíně.
Areál s celkovou zastavěnou plochou 5 782 m2 tvoří větší soudní budova a menší budova státních zastupitelství, mezi nimiž je prostor s vlajkami (českou a evropskou) a úředními deskami. Komplex se nachází na nábřeží řeky Svratky, od které je oddělen pásem zeleně s parkovou úpravou. U hlavní soudní budovy jde o železobetonovou skeletovou konstrukci, která má výrazně členěnou prosklenou reflexní fasádu v modrém provedení, přičemž vzhledem k povaze určení budovy jsou některé výplně neprůstřelné. Zastřešena je plochou střechou a má šest nadzemních a dvě podzemní podlaží, v těch jsou parkoviště, pomocné provozy, sklady a archívy. V centrální nadzemní části je jako hlavní komunikační prostor velké prosklené atrium, po jehož obvodu se nacházejí podatelny, část jednacích síní, správa soudu, kanceláře soudců a administrativního personálu a jídelna. Uvnitř atria jsou vystavěny dvě větší „věže“ s výtahy; ve věžích se nachází většina jednacích síní – v modré věži jednací síně Městského soudu v Brně, v červené Okresního soudu Brno-venkov.
Symbolem celého areálu je barokní socha archanděla Michaela z roku 1728 s vahami a plamenným mečem, která zdobí atrium soudní budovy. Původně byla umístěna na brněnském kostele svatého Michala a pro zvýraznění justičního areálu ji zapůjčila římskokatolická církev.
Stavba Justičního areálu Brno získala hlavní cenu 14. ročníku soutěže CAD Projekt, provoz začal 20. července 2009, kdy se sem přestěhovalo exekuční oddělení městského soudu, do konce roku pak všechny zbývající instituce. V roce 2013 se areál dokončoval stavbou budovy Úřadu práce v Brně.

## Instituce

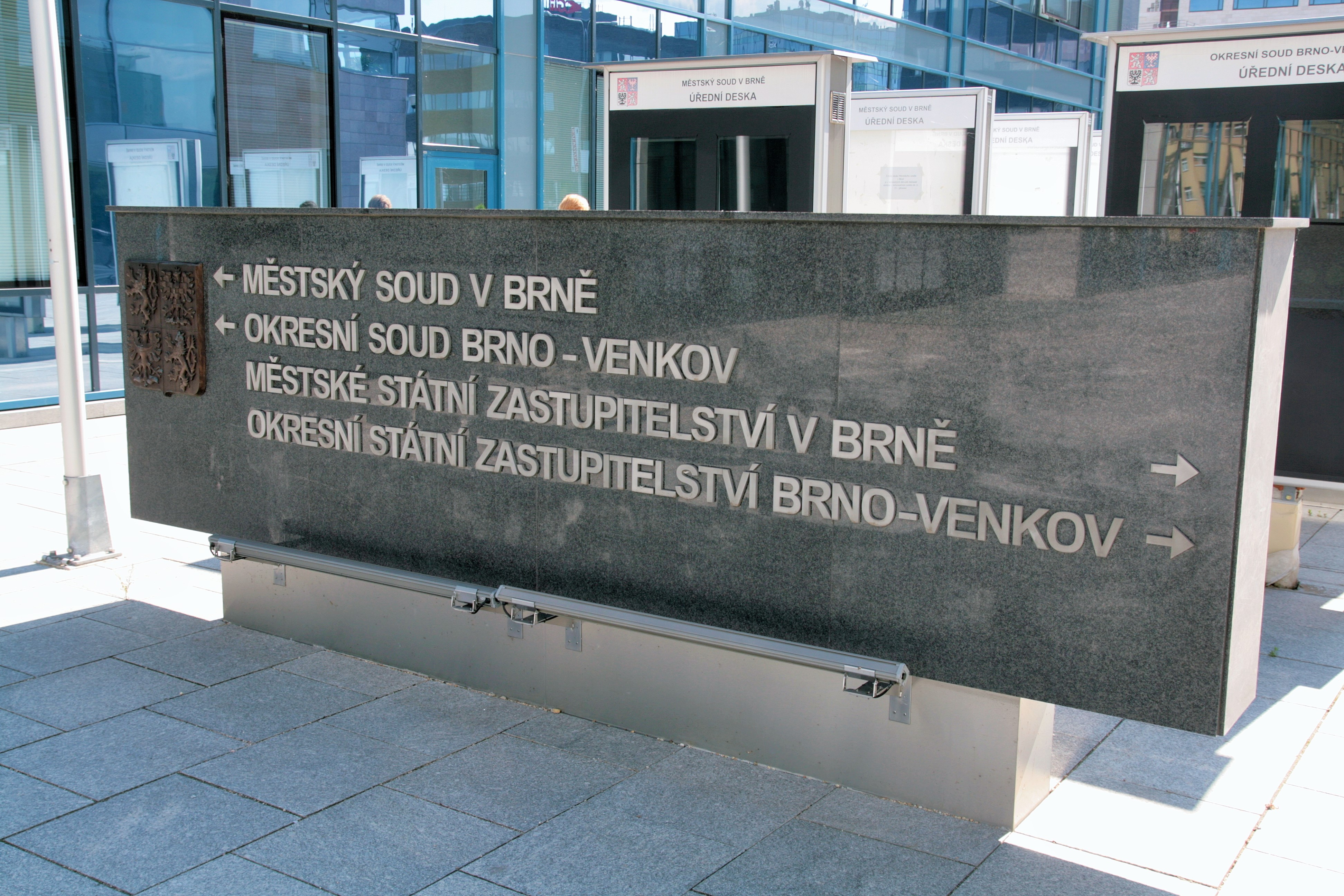
Navigační deska mezi budovami

V Justičním areálu Brno sídlí tyto brněnské justiční instituce:
- v budově Polní 39
  - Městský soud v Brně
  - Okresní soud Brno-venkov
- v budově Polní 41
  - Městské státní zastupitelství v Brně
  - Okresní státní zastupitelství Brno-venkov

## Kontroverze

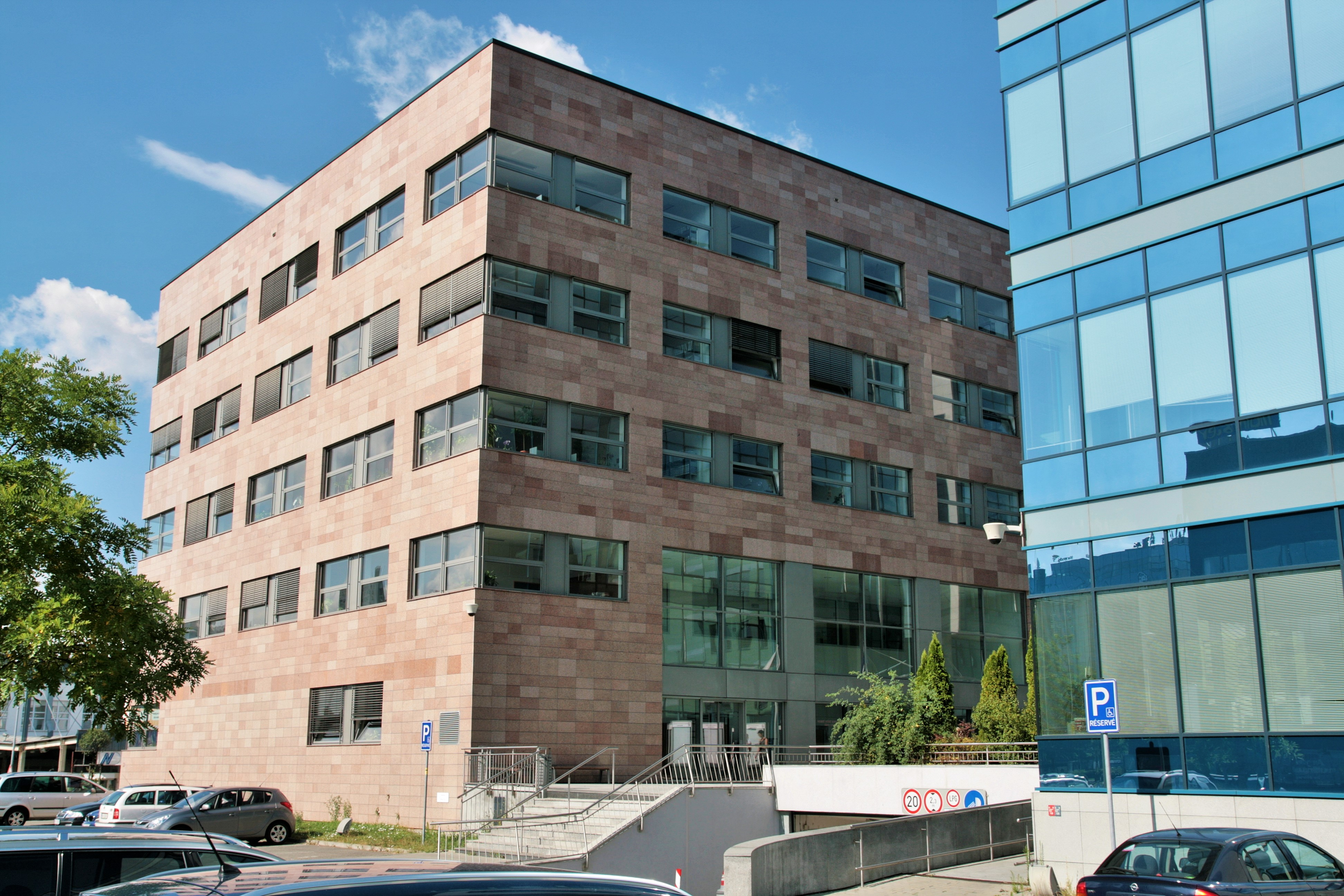
Budova státních zastupitelství při pohledu ze severovýchodu

Celá stavba vzbudila vzhledem ke své realizaci a především ke své celkové ceně mnohé negativní reakce. Podle Krajského soudu v Brně jako investora stavby náklady na stavební práce měly ke konci činit 1,87 miliardy Kč a za vybavení především nábytkem stát utratil více než 67 milionů Kč. Přitom původní odhady měly být podle Nejvyššího kontrolního úřadu, který ve věci provedl od září 2007 do dubna 2008 kontrolu, jen 805 milionů Kč, ačkoli už v roce 2006 bylo zřejmě počítáno s investičními náklady ve výši zhruba 1,5 miliardy Kč. Takové rozpory vzbudily mnoho negativních ohlasů nejen v médiích. Česká komora architektů to zhodnotila jako klasický případ v současné době velmi nekvalitně zadávaných veřejných zakázek.
Podle NKÚ celkovou nehospodárnost investiční akce způsobily chyby a nedostatky krajského soudu při řízení projektu, stejně jako nekoncepční a nedůsledná kontrolní činnost Ministerstva spravedlnosti. Naopak podle Krajského soudu v Brně uváděná částka 805 milionů Kč nikdy nebyla dohodnuta, smlouva o dílo byla uzavřena s cenou 1,419 miliardy Kč a nejkratší dobou plnění, přičemž soud zdůraznil, že cena za jeden m3 ani zdaleka nedosahuje ceny u Justičního areálu Na Míčánkách, nebo u kampusu Masarykovy university či Zemského archivu v Brně, a že nový areál splňuje nároky, které jsou na justici ve třetím tisíciletí kladeny.
Věcí se zabývala i vláda, která musela nečekaně řešit financování v průběhu stavby vzniklé vícepráce. Ve věci byl dále činný Úřad pro ochranu hospodářské soutěže, který zrušil výběrové řízení na nábytek a krajskému soudu navíc uložil pokutu za porušení zákona o veřejných zakázkách. Policie se nakonec rozhodla kvůli stavbě Justičního areálu Brno nikoho neobvinit. Krajský soud v Brně ale dostal jako investor stavby od brněnského finančního úřadu pokutu 1,935 miliardy Kč. Proti ní se odvolal k finančnímu ředitelství.